# 辉砷钴矿
辉砷钴矿（英語：Cobaltite）是一种含钴和砷的硫化物矿物，化学式为CoAsS，但实际出产的可含有多达10%的铁以及不定量的镍。它的晶体结构与黄铁矿（FeS2）相似，其中一半的硫原子被砷取代。该矿物并不多见，却是提炼钴的重要原料之一。

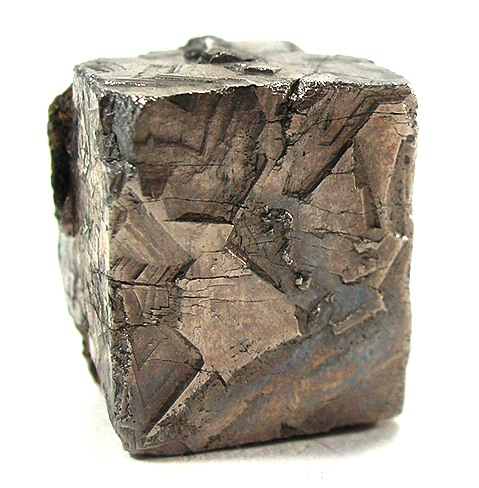
立方体的辉砷钴矿，尺寸1.6 x 1.4 x 1.1 cm，产自加拿大安大略薩德伯里區Brazil Lake(Elizabeth Lake Mine)

它的英文名来自德语，意为“地下的意志”，来自该矿拒斥被人类提炼利用的假想。早在1832年就有对辉砷钴矿的记录。
该矿物产自热液矿床和接触变质的岩石。常常与磁鐵礦、閃鋅礦、黃銅礦、黝簾石以及其它钴镍硫化物和砷化物矿共生。辉砷钴矿在二次风化作用下形成钴华。